# Demonoid (sítio)
Demonoid foi um dos maiores sites de bittorrent na internet.

## História
O site esteve offline entre 9 de novembro de 2007 até 11 de Abril de 2009 devido a ameaças legais ao ISP, por parte da Music Canada. Quando o site voltou a ficar online, na página principal fora anunciado que o site tinha um novo administrador (Umlauf) e que o antigo (Deimos) deixou o cargo por razões pessoais.
Desde de 14 de Setembro de 2009, que o site está completamente offline depois de terem sido reportados problemas no fornecimento de energia. Uma atualização foi disponibilizada no dia 26 de Setembro de 2009 dizendo que a página voltará a estar online depois de receber suporte técnico devido à perda de dados que ocorreu (e que o suporte não estava disponível de momento).

## Ataque de negação e apreensão
Em 25 de Julho de 2012, o site recebeu um Ataque de negação de serviço, ficando completamente fora do ar e redirecionando para páginas de anúncios ao retornar. Em 3 de Agosto de 2012, o Ministério do Interior da Ucrânia confirmou que os servidores do site foram apreendidos pela polícia ucraniana, e em 12 de Agosto de 2012, os domínios relativos ao Demonoid (incluindo demonoid.me, demonoid.com e demonoid.ph) foram colocados à venda, entretanto, os domínios de TLD.com e.ph não estão mais disponíveis por questões legais.

## d2
Apesar do site oficial do Demonoid estar desativado, um site não-oficial baseado no banco de dados do Demonoid foi lançado no dia 7 de maio de 2013. O site foi colocado no ar sob o domínio www.d2.vu e está sendo sob a hospedagem da empresa norte-americana RamNode.

## Literatura
- Aurélien Le Foulgoc (setembro de 2006). «La circulation des programmes télévisés par les réseaux Bittorrent: genèse, structuration et usages» (PDF). Colloque international « Mutations des industries de la culture, de l’information et de la communication » (em francês). Consultado em 23 de janeiro de 2008